# Каліфорнійське бюро контролю за азартними іграми
Каліфорнійське бюро контролю за азартними іграми або California Bureau of Gambling Control — це наглядовий орган, що входить до департаменту юстиції Каліфорнії. Він регулює легальну азартну діяльність у Каліфорнії, слідкуючи, що азартні ігри ведуться чесно, конкурентоспроможно, без кримінальних та корупційних складових. Це одне з двох агентств у Каліфорнії, яке регулює азартні ігри, нарівні з Каліфорнійською комісією з контролю азартних ігор.
Бюро також відповідає за відстеження осіб гравців, а також за те, щоб усі працівники грального підприємства мали дозволи на роботу. Дозвіл на роботу може видавати місцева влада, або Каліфорнійська комісія з контролю азартних ігор.
Державні ігрові агентства та племінні уряди спільно розробляють та впроваджують засоби регулювання ігор класу III на племінних землях. Бюро досліджує кваліфікацію ключових осіб у племінних казино, постачальників ігрових засобів племенам, а також фінансові джерела, щоб визначити, чи відповідають вони Закону про контроль за азартними іграми (867, статут 1997).

## Історія та передумови
До 1998 року гральна діяльність в Каліфорнії була по суті нерегульованою. 1984 року законодавчий орган прийняв «Закон про реєстрацію ігор», який вимагав від Генеральної прокуратури забезпечити регулювання картярських клубів Каліфорнії. Однак сфера повноважень Генерального прокурора була вкрай обмежена, а фінансування було недостатнім. Визнаючи необхідність більш широкого нагляду за гральною галуззю в Каліфорнії, законодавчий орган прийняв «Закон про контроль за азартними іграми» (глава 867, статут 1997 року).
У березні 2000 року виборці Каліфорнії прийняли пропозицію 1А, яка внесла зміни до Конституції Каліфорнії, дозволивши ігри класу III (казино) на племінних землях, за умови, що така діяльність дозволена племінним указом і проводиться відповідно до укладеного ігрового договору між племенем і державою. Хоча плем'я несе основну відповідальність за регулювання ігрових операцій на місцях, держава врешті відповідає за забезпечення дотримання всіх аспектів договору.
Закон про контроль за азартними іграми (розділ Кодексу про бізнес та професії 19800 та наступні) створив комплексну схему державного регулювання легальних азартних ігор в рамках роздвоєної системи управління, що включає Бюро контролю за азартними іграми в Генеральній прокуратурі та Каліфорнійський контроль за азартними іграми в Каліфорнії. Комісія, призначена губернатором. Комісія уповноважена встановлювати мінімальні нормативні стандарти для азартної індустрії та гарантувати, що державні ліцензії на азартні ігри не видаються або не належать непридатним або некваліфікованим особам.
Співробітники Бюро з питань ліцензування та забезпечення контролю здійснюють ігрові операції, щоб забезпечити дотримання державного законодавства про азартні ігри та проводять розслідування щодо кваліфікації заявників на отримання державних ліцензій на азартні ігри, дозволи на роботу та реєстрацію. Перевірка попереднього рівня проводиться для всіх ключових ліцензій працівників та штатів азартних ігор та заявників постачальників.
Бюро перевіряє приміщення, де проводяться азартні ігри; вивчає гральне обладнання, перевіряє документи, книги та записи грального закладу; розслідує порушення законодавства про азартні ігри; координує розслідування; розслідує скарги тощо.